# COMIC快樂天
《COMIC快樂天》，是WANI MAGAZINE社發行的日本成人漫畫雜誌，最初是1994年《漫畫EROTOPIA》的增刊號，後於1995年9月1日獨立創刊。美國由Fakku出版。

## 主要作者
- 東鐵神
- E-Musu Aki
- 伊藤英
- 尾崎未來
- 恩田千路
- 業龍狼
- 紀伊
- 北河淘汰
- 小梅京人
- 山田秀樹
- SABE
- Sumiya
- 關谷麻美
- 道滿晴明
- 夏蜜柑
- NaPaTa
- 鳴子花春
- 西安
- Higenamuchi
- 何蒙庫魯茲
- Pon貴花田
- Bosshii
- Maybe
- 宮内由香
- 雅綴
- 村田蓮爾
- YUG
- RaTe
- LINDA

## 外部連結
- COMIC快樂天 - WANI MAGAZINE社
- COMIC快樂天編輯部的X（前Twitter）